# 星ひかる
星 ひかる（ほし ひかる、1907年10月26日 - 没年不詳）は、日本の俳優、映画監督、脚本家である。本名は湯淺 明（旧姓内藤）。旧芸名は星 光（ほし ひかる）、湯浅 豪啓（ゆあさ ひでひろ）。斎藤寅次郎監督の松竹蒲田撮影所名物「蒲田ナンセンスコメディー」を始め多数の喜劇映画に出演し、戦後は東横映画、大映東京撮影所の脇役として知られる。特技は漫談、趣味は競馬。

## 来歴・人物
1907年（明治40年）10月26日、東京府東京市神田区錦町（現在の東京都千代田区神田錦町）に生まれる。母親は初期の帝国劇場で女優として活躍した東日出子（本名内藤治子、1893年 - 1943年）である。
郁文館中学校（現在の郁文館高等学校）在学中の1924年（大正13年）5月、松竹蒲田撮影所へ入社。1925年（大正14年）、星光名義で牛原虚彦監督映画『恋の選手』でデビューして、後に中学校を卒業。以後、牛原、大久保忠素両監督に認められる。やがて五所平之助監督映画で飯田蝶子、八雲恵美子、田中絹代と共演するが、1928年（昭和3年）1月に退社して東京の目黒輜重兵第一大隊に入隊する。
1929年（昭和4年）1月に除隊し、再び松竹蒲田撮影所に入社。斎藤寅次郎監督の蒲田ナンセンスコメディの主要人物として、同年の映画『全部精神異状あり』や1930年（昭和5年）の映画『たゝかれ亭主』で主演を務める。同年4月、西尾佳雄監督映画『續・愛して頂戴』より星ひかると改名。以後、西尾監督映画『嫁入読本』『尻に敷かれて』、小津安二郎監督映画『エロ神の怨霊』、佐々木恒次郎監督映画『カフェーの夫婦』と立て続けに主演し、大活躍する。1931年（昭和6年）2月の佐々木監督映画『公認駈落商売』で主演したのちに退社し、河合映画社に迎えられて入社する。同年3月、田中重雄監督の第一作『たぬきと精神病患者』で主演第一号となり、以後、『裏町天国』『春よお前は罪つくり』『花に浮かれて』『恋じや生命は捨てかねる』『弱き者よ汝の名は女なり』『海の狂人』『矛盾』『好男子異状あり』と立て続けに主演を務めた。しかし同年10月、自ら原作・脚本を手掛けた映画『夢吉よお気の毒様』を最後に退社する。
1932年（昭和7年）4月、日活太秦撮影所へ入社して山本嘉次郎監督映画『細君新戦術』を始め、多数の現代劇・時代劇に出演。当時、同撮影所には杉狂児、田村邦男、関時男、吉谷久雄などの喜劇俳優が揃い、賑やかなコメディを展開。その中でも杉とは1934年（昭和9年）の大谷俊夫監督映画『可愛い女房』、日活多摩川撮影所移籍後には渡辺邦男監督映画『前線部隊』で共演している。1935年（昭和10年）以降は脇役に回るが、1938年の映画『路傍の石』忠助役など、シリアスな作品にも好演を見せた。1942年（昭和17年）、統合によって大映に所属。
終戦後の1947年（昭和22年）、松竹京都撮影所製作の高木孝一監督映画『モデルと若様』で映画界復帰を果たし、同撮影所や東横映画などで活躍。1951年（昭和26年）、大映東京撮影所と専属契約し、ここでも多数の現代劇や時代劇に出演。1969年（昭和44年）に公開された井上芳夫監督映画『女賭博師さいころ化粧』が最後の出演作であり、1971年（昭和46年）の大映倒産まで在籍していたが、以後の消息は明らかになっていない。没年不詳。
『大怪獣ガメラ』などを手掛けた映画監督の湯浅憲明（本名同じ、1933年 - 2004年）は息子にあたる。

## 出演作品

### 映画
- 恋の選手（1925年、松竹蒲田）
- コレラ征伐（1925年、松竹蒲田）
- 征服者（1925年、松竹蒲田）
- 当世玉手箱（1925年、松竹蒲田）
- 乃木大将伝（1925年、松竹蒲田） - 阪谷伍長
- 愛の力は雪でも溶す（1926年、松竹蒲田）
- 夢の浮橋（1926年、松竹蒲田） - 雇人勝太
- お坊ちやん（1926年、松竹蒲田） - 社員・滝口一郎
- ヴェニスの船唄（1926年、松竹蒲田）
- 夢の小判娘白ま浪（1926年、松竹蒲田）
- 女房礼讃（1926年、松竹蒲田）
- 恋の闖入者（1926年、松竹蒲田）
- 彼女（1926年、松竹蒲田）
- 涙の笑顔（1927年、松竹蒲田）
- からくり娘（1927年、松竹蒲田） - 女工勧誘員
- 髑髏の踊り（1927年、松竹蒲田） - 同八さん
- 秋草燈籠（松竹蒲田） - 猫を見た男
  - お露の巻（1927年）
  - 小萩の巻（1927年）
- おかめ（1927年、松竹蒲田）
- 浮気征伐（1928年、松竹蒲田）
- 好きなればこそ（1928年、松竹蒲田）
- 村の花嫁（1928年、松竹蒲田） - 行商人研安
- 全部精神異状あり（1929年、松竹蒲田） - 松吉
- たゝかれ亭主（1930年、松竹蒲田）
- 續・愛して頂戴（1930年、松竹蒲田）
- 好きで一緒になったのよ（1930年、松竹蒲田）
- 嫁入読本（1930年、松竹蒲田）
- 尻に敷かれて（1930年、松竹蒲田）
- エロ神の怨霊（1930年、松竹蒲田） - 石川大九郎
- アラ!大漁だね（1930年、松竹蒲田）
- カフェーの夫婦（1930年、松竹蒲田）
- 若者よなぜ泣くか（1930年、松竹蒲田） - 新聞記者
- 公認駆落商売（1931年、松竹蒲田）
- たぬきと精神病患者（1931年、河合）
- 裏町天国（1931年、河合）
- 春よお前は罪つくり（1931年、河合）
- 花に浮かれて（1931年、河合）
- 恋ぢや命を捨てかねる（1931年、河合）
- 弱き者よ汝の名は女なり（1931年、河合）
- 海の狂人（1931年、河合）
- 矛盾（1931年、河合）
- 好男子異状あり（1931年、河合）
- 夢吉お気の毒様（1931年、河合）
- 木曽路の鴉（1932年、日活太奏） - 疾風の由
- 細君新戦術（1932年、日活太秦）
- モダン・マダム行状記（1933年、日活太奏）
- 彼女の道（1933年、日活太奏） - 兼太郎
- 海棠やくざ（1933年、日活太奏）
- 薩摩飛脚 剣光愛欲篇（1933年、日活太奏） - やらずの清吉
- お前とならば（1933年、日活太奏）
- 戯れに恋はすまじ（1933年、日活太奏） - 支那そばや親爺
- 鼠小僧次郎吉（日活太奏） - 乾分辰公
  - 前篇 江戸の巻（1933年）
  - 中篇 道中の巻（1933年）
  - 後篇 再び江戸の巻（1933年）
- 恋愛非常時（1933年、日活太奏）
- 可愛い女房（1934年、日活太奏）
- 母の微笑（1934年、日活太奏） - 松村の友人
- 子供バンザイ（1934年、日活太奏） - 老医・竹井先生
- 忠臣蔵 刃傷篇 復讐篇（1934年、日活京都） - 町人於兎
- 前線部隊（1934年、日活多摩川） - 井上一等兵
- 槍供養（1934年、日活京都） - 仲間可内
- 嫁ぐ日（1934年、日活多摩川）
- 乃木将軍（1935年、日活多摩川） - 車夫三四郎
- 金色の蜃気楼（1935年、日活多摩川） - 米屋の源さん
- 召集令（1935年、日活多摩川） - 亀吉
- 恋愛人名簿（1935年、日活多摩川） - 熊崎
- 海国大日本（1935年、日活・協同映画・太秦発声映画・J.O.スタヂオ・日本ビクター）
- 新女性大学（1935年、日活多摩川） - 秋山
- 十二番の聖歌（1935年、日活多摩川） - 長尾
- 人生天気予報（1935年、日活多摩川）
- 緑の地平線（日活多摩川） - 仁吉
  - 前篇（1935年）
  - 後篇（1935年）
- のぞかれた花嫁（1935年、日活多摩川） - コック
- リングの王者（1935年、日活多摩川）
- 雛妓と坊ちやん（1935年、日活多摩川）
- 白衣の佳人（1936年、入江プロ） - 黒田健太郎
- あなたと呼べば（1936年、日活多摩川）
- 人生劇場（1936年、日活多摩川） - とん蝶
- 口笛吹いて百万両（1936年、日活多摩川）
- からくり歌劇（1936年、日活多摩川） - コック長
- 隣の奥さん（1936年、日活多摩川） - 行商人
- 高橋是清自伝（日活多摩川）
  - 前篇（1936年）
  - 後篇（1936年）
- 東京ラプソディ（1936年、P.C.L.）
- 丹下左膳（日活京都） - 鼓の与吉
  - 日光の巻（1937年）
  - 愛憎魔剣篇（1937年）
  - 完結咆吼篇（1937年）
- 恋愛べからず読本（1937年、日活多摩川）
- 蒼氓（1937年、日活多摩川） - 門馬勝治
- 母校の花形（1937年、日活多摩川）
- 街の旋風（1937年、日活多摩川）
- そんなの嫌ひ（1937年、日活多摩川）
- 銃後の赤誠（1937年、日活多摩川）
- 五人の斥候兵（1938年、日活多摩川） - 長野一等兵
- 結婚の御注文（1938年、日活多摩川）
- お菊ちゃん（1938年、日活多摩川）
- 少年突撃隊（1938年、日活多摩川）
- 忠臣蔵 天の巻 地の巻 （1938年、日活京都）茶坊主珍賀
- 春雨郵便（1938年、日活多摩川）
- 海の護り（1938年、日活多摩川） - 内山整備兵
- 東京千一夜（1938年、日活多摩川）
- 新生活設計図（1938年、日活多摩川）
- 祖国の花嫁（1938年、日活多摩川）
- 空襲（1939年、日活多摩川）
- 光われ等と共に（1939年、日活多摩川）
- 沃土万里（1940年、日活多摩川） - 中津木
- 町の魂（1940年、日活多摩川）
- 暢気眼鏡（1940年、日活多摩川） - 大観堂主人
- 人情ぐるま（1940年、日活多摩川）
- 新婚の道草（1940年、日活多摩川）
- 転落の詩集（1940年、日活多摩川）
- 百万円の人生（1941年、日活多摩川）
- 海の見える家（1941年、日活多摩川）
- 或る日の隣組（1941年、日活多摩川）
- 英雄峠（1941年、日活京都） - 瓦版浅太郎
- 海の母（1942年、日活多摩川） - 伯父卯平
- 将軍と参謀と兵（1942年、日活多摩川） - 管理部岩井大尉
- 山参道（1942年、大映第二） - 喜平
- シンガポール總攻撃（1943年、大映第二） - 小島一等兵
- 重慶から来た男（1943年、大映東京） - 岩田徳太郎
- モデルと若様（1947年、松竹京都）
- こころ月の如く（1947年、東横）
- 博多どんたく（1947年、大映京都） - ボラ八
- 弥次喜多猫化け道中（1949年、東横） - 商人風の客
- いれずみ判官（東横）
  - 桜花乱舞の巻（1950年）
  - 落花対決の巻（1950年）
- 天保人気男 妻恋坂の決闘（1950年、東横）
- 火の鳥（1950年、新演伎座）
- 女賊と判官（1951年、東横）
- 消防決死隊（1951年、大映東京） - 放水長田中
- 霧の夜の恐怖（1951年、大映東京） - ホテルの番頭大西
- ひばりの子守唄（1951年、大映東京）
- 馬喰一代（1951年、大映東京）
- 毒蛇島綺談 女王蜂（1952年、大映東京） - 嵐三朝
- 母子鶴（1952年、大映東京）
- 怪談深川情話（1952年、大映京都） - は組の雁藏
- 二人の瞳（1952年、大映東京）
- 浅草物語（1953年、大映東京）
- 或る女（1954年、大映東京） - 商人風の男
- 浅草の夜（1954年、大映東京）
- 浪曲天狗道場（1955年、大映東京）
- 火の驀走（1955年、大映東京）
- 幻の馬（1955年、大映東京） - 景正
- 現金の寝ごと（1956年、大映東京）
- 夜の河（1956年、大映東京） - 桜屋
- 君を愛す（1956年、大映東京） - 副島龍蔵
- 銀河の都（1957年、大映東京） - 馬場一作
- 残月講道館（1957年、大映東京） - にぎりの銀次
- 花嫁立候補（1957年、大映東京） - 鈴木
- 暖流（1957年、大映東京） - 煙山弁護士
- 母（1958年、大映東京） - 神主
- かあちゃんは犯人じゃない（1958年、大映東京）
- 巨人と玩具（1958年、大映東京） - 黒沢
- 赤線の灯は消えず（1958年、大映東京） - 玩具工場主・仙造
- 俺たちは狂ってない（1958年、大映東京） - 宮本安造
- 不敵な男（1958年、大映東京） - 芳造
- 共犯者（1958年、大映東京） - 番頭・大森
- あなたと私の合言葉 さよなら、今日は（1959年、大映東京） - 伊藤営業課長
- 夜の闘魚（1959年、大映東京）
- 氾濫（1959年、大映東京） - 木瀬教授
- 代診日記（1959年、大映東京）
- 鍵（1959年、大映東京） - 刑事B
- 野火（1959年、大映東京） - 兵隊1
- 総会屋錦城 勝負師とその娘（1959年、大映東京） - 中気の男
- 浮草（1959年、大映東京） - 木村
- 女経（1960年、大映東京） - 庄平
  - 第三話 恋を忘れていた女
- あゝ特別攻撃隊（1960年、大映東京） - 令子の父
- 街の噂も三十五日（1960年、大映東京）
- 東京の女性（1960年、大映東京）
- 勝利と敗北（1960年、大映東京） - 平野
- 歌行燈（1960年、大映東京）
- 傷ついた野獣（1960年、大映東京） - 刑事・中村
- 誰よりも君を愛す（1960年、大映東京） - 根本部長
- おとうと（1960年、大映東京） - 借馬屋
- 黒い樹海（1960年、大映東京） - 編集長
- 三兄弟の決闘（1960年、大映東京）
- 誰よりも誰よりも君を愛す（1961年、大映東京） - 田舎の医者
- 北上夜曲 北上川の初恋（1961年、大映東京） - 小倉安吉
- 新・人生劇場（1961年、大映東京） - たぬきの親父
- 泥だらけの拳銃（1961年、大映東京） - 良作
- 女房学校（1961年、大映東京） - 老運転手
- 献身（1961年、大映東京） - 堀江
- 家庭の事情（1962年、大映東京） - 不動産会社社員
- 情熱の詩人 石川啄木（1962年、大映東京） - 桜井助役
- 閉店時間（1962年、大映東京） - 警備員
- かっこいい若者たち（1962年、大映東京） - 敬七爺さん
- 真昼の罠（1962年、大映東京） - 園田
- 秦・始皇帝（1962年、大映東京） - 太子丹の大伝・鞠武
- やくざの勲章（1962年、大映東京） - 浜吉
- 赤い水（1963年、大映東京） - 浅井書記
- 風速七十五米（1963年、大映東京） - 川上
- ぐれん隊純情派（1963年、大映東京） - 篠原院長
- 巨人 大隈重信（1963年、大映東京） - 近江屋・質屋
- 私を深く埋めて（1963年、大映東京） - 堺松吉
- 「女の小箱」より 夫が見た（1964年、大映東京） - 重役B
- 殺られる前に殺れ（1964年、大映東京） - 砂田三造
- ど根性物語 銭の踊り（1964年、大映東京） - タクシー会社の社長
- 獣の戯れ（1964年、大映東京） - 定次郎
- 掏摸（1965年、大映東京） - おとなしやの吉
- 無法松の一生（1965年、大映京都） - 宇和島屋老爺
- 清作の妻（1965年、大映東京） - 浩三
- 破れ証文（1966年、大映東京） - 西川富蔵
- 大怪獣決闘 ガメラ対バルゴン（1966年、大映東京） - あわじ丸船長
- 若親分あばれ飛車（1966年、大映東京） - 土木課長
- 東京博徒（1967年、大映京都） - 安次郎
- ラーメン大使（1967年、大映東京） - 山川洋介
- 女賭博師奥ノ院開帳（1968年、大映東京） - 流れ星の喜助
- 関東女賭博師（1968年、大映東京） - 酒巻政治
- 女賭博師さいころ化粧（1969年、大映東京） - 松沢